# Lancelot Ware
Lancelot Lionel Ware, né le 5 juin 1915 dans le Surrey et mort dans la même région le 15 août 2000, est un chercheur britannique, connu en tant que cofondateur de Mensa.
Il est né en 1915 dans le Surrey (Angleterre, Grande-Bretagne) alors que cette région n'était pas encore la couronne extérieure de Londres mais encore une campagne. C'est cette vision qui l'aida également à comprendre le sens de l'évolution de notre monde. Le Docteur Ware est essentiellement connu comme le cofondateur de Mensa avec Roland Berril et dont Victor Serebriakoff, fut la cheville ouvrière. Après une vie bien remplie, il meurt le 15 août 2000 dans sa région d'origine.

## Biographie

### Jeunesse, études et parcours professionnel
Né à Mitcham dans le Surrey d'un père homme d'affaires qui a au demeurant, inventé un type de cuir artificiel, et d'une mère musicienne, Lancelot Ware témoigne très tôt d'une curiosité intellectuelle très éclectique qui l'amena à commencer par apprendre la chimie où il décrochera un PhD en se spécialisant en biochimie ainsi que les mathématiques pour passer à la médecine et à la biochimie où il exerça comme chercheur au Saint-Thomas Hospital de Londres. Durant la Seconde Guerre mondiale, il continua ses travaux de recherche sous le couvert du Official Secrets Act ce qui fait que jusqu'à sa mort, il ne put jamais en divulguer la teneur. Il travailla à Porton Down, un établissement de recherche secret.
Après avoir quitté, il travailla comme scientifique pour la Boots Company à Nottingham où il fut initié aux tests de QI.

#### Poursuites d'étude et sa rencontre avec Roland Berrill
Après la guerre, Lancelot Ware se passionna pour le Droit et intégra l'Université d'Oxford, c'est à cette période qu'il se prit d'amitié avec un Australien, l'avocat Roland Berrill, au cours d'un long voyage en train entre Londres et l'Écosse[Information douteuse] . En effet, ils se sont rencontrés au cours de ce voyage en train car Ware retournait chez lui à Godalming pour ses vacances. Il était situé dans la cabine de 1ère classe car ses parents était fortunés, et il lisait un volume de Hansard. Roland Berrill, qui était un australien quinquagénaire, possédait une fortune personnelle, mais n'avait pas réussi à entrer à l'Université d'Oxford. Pendant un moment, il regarda Lancelot Ware en train de lire son volume de Hansard, mais quand le train arriva à la gare de Woking, il lui demanda : « Jeune homme, est ce que vous êtes en train de lire Hansard ? » et Ware lui dit : « Évidemment, vous pouvez voir le titre en haut [de l'ouvrage] » et il continua sa lecture. Avant que le train atteignit Godalming, Berril avait discuté avec Lancelot Ware de son frère qui était étudiant à l'Université d'Oxford, et de son échec d'intégrer l'université ; de ses efforts de créer un mouvement persuadant les hommes à porter des habits plus clairs et colorés ; et de sa passion pour la mesure de l'intelligence.
Leur amitié commune, la proximité de la guerre et leurs larges cercles d'amis, les amena à constater que le monde gaspillait les capacités des gens en les rejetant pour leurs origines ou leur sexe. C'est cette amitié qui amena à la définition d'admettre en Mensa les 2 % des personnes les plus intelligentes car, à l'origine, ils pensaient se limiter au 1 % supérieur mais il existe deux versions quant à ce changement : cela excluait trop de leurs amis, leur semblant alors trop restrictif en regard de la valeur qu'ils voyaient en ces personnes, ou une simple erreur d'interprétation des données des tests.
Passionnés par le sujet de l'intelligence, ils finirent par créer l'association Mensa le 1er octobre 1946 à Oxford qui prit rapidement de l'ampleur pour comporter aujourd'hui plus d'une cinquantaine de représentations nationales, en majorité dans l'ancien Commonwealth.
Par la suite, Ware devint barrister et spécialiste du droit de la propriété intellectuelle.
Éclectique dans ses occupations, il demeura un passionné des œuvres de Shakespeare, président de la Fédération Internationale des Inventeurs et vice-président de la Royal Asiatic Society. Il fut président de la Conservative Graduate Association, mais aussi administrateur du Imperial College, de la London School of Economics, les fondations St Olave's et St Saviour's, Wye Agricultural College et le Weybridge Technical College. De 1949 à 1955, il était Conseiller du Comté de Surrey. Ses hobbies furent les sports de terrains, le tennis et les échecs.
Il est resté égal à lui-même toute sa vie sauf sur un point, il changea sa vision envers les animaux et l'ancien chercheur pratiquant la vivisection finit par se prendre d'amour pour eux au point que lors de son décès le 15 août 2000, son seul souhait fut ni fleur ni couronne mais un don à une organisation de défense des animaux ou de l'environnement.

### Famille
Lancelot Ware avait une petite sœur qui était 10 ans plus jeune que lui et s'appelait Elaine Ware et il a dû l'éduquer, en prenant ses responsabilités très au sérieux.
En 1980, Lancelot Ware et Francesca Quint se marient. Ils se sont rencontrés quand Lancelot Ware a demandé des conseils en matière de droit privé portant sur les associations. Elle était une spécialiste en droit portant sur les associations et les charités.

### Vie associative (autre que Mensa)
En 1983, Lancelot Ware rejoint le Athenaeum Club, un gentlemen's club de Londres pour des individus ayant une activité intellectuelle.

## Distinction
Lancelot Ware a été décerné la distinction d'Officier de l'ordre de l'empire britannique (anglais : OBE) en 1987 : 
- Ordre de l'Empire britannique à titre civil

## Sources
- « The voice of San Antonio Mensa », p. 8, Susan Laughead, August 1993 (en)
- (en) Obituary - Dr Lancelot L Ware OBE